# 4744 Rovereto
4744 Rovereto este un asteroid din centura principală de asteroizi.

## Descriere
4744 Rovereto este un asteroid din centura principală de asteroizi. A fost descoperit pe 2 septembrie 1988 la Observatorul La Silla de Henri Debehogne. Asteroidul prezintă o orbită caracterizată de o semiaxă mare de 2,80 ua, o excentricitate de 0,18 și o înclinație de 10,2° în raport cu ecliptica.